# 名古屋臨海鉄道昭和町線
昭和町線（しょうわまちせん）は、愛知県名古屋市南区の東港駅から同市港区の昭和町駅までを結ぶ名古屋臨海鉄道の鉄道路線である。
ほぼ全線が東亞合成名古屋工場の敷地に沿って敷設され、愛知県道55号名古屋半田線との交差地点には踏切信号が設置されている。

## 路線データ
- 路線距離：東港駅 - 昭和町駅間 1.1km
- 軌間：1067mm
- 駅数：2駅（起終点駅を含む）
- 複線区間：なし（全線単線）
- 電化区間：なし（全線非電化）
- 閉塞方式：スタフ閉塞式

## 運行形態
2009年3月ダイヤ改正以降、定期列車は運行されていない。定期列車の設定がなくなって以降も空タンク車の臨時貨物列車が設定され、2024年度ダイヤ改正時点でも形式的に1日1往復の臨時専用貨物列車が設定されているが、実際の運転は行われていない。
2009年以前は、化学薬品輸送用の定期専用貨物列車が1日2本設定されており、コンテナ車やタンク車が入線していた。昭和町駅から東港駅の三洋化成工業へタキ7750形で輸送されていた苛性ソーダは、2009年3月12日の発送をもってタンクローリーでの輸送に切り替えられた。川崎貨物駅行きの苛性カリ輸送は、名古屋南貨物駅発に変更された。かつてはこの他にも液化塩素やトリクロロエチレンなど多種の化学薬品に加え、セメントや鋼材なども輸送されていた。

## 歴史
愛知県営の専用鉄道が原型であり、運用が名古屋鉄道に委託されてからは名鉄築港線の構外側線として扱われていたが、名古屋臨海鉄道の設立により同社に移管された。
- 1965年（昭和40年）8月20日 - 構外側線が名古屋臨海鉄道に移管され、昭和町線として開業する。
- 2009年（平成21年）3月14日 - ダイヤ改正により、定期列車の設定が消滅。
- 2015年（平成27年）8月1日 - 営業休止[6]（7月6日届出、以後1年毎に更新）。

名鉄構外側線時代の昭和埠頭専用線

## 駅一覧
- 括弧内は起点からの営業キロ。

東港駅（0.0km） - 昭和町駅（1.1km）